# LKZH
LKZH staat voor Limburgs Kampioenschap Zaate Hermeniekes. Het is een festijn waar zaate hermeniekes (ook wel joekskapellen, blaoskapellen, dweilorkesten) strijden om de titel "Limburgs kampioen".

## Geschiedenis
Over het ontstaan van het LKZH bestaan een aantal misverstanden, met name als het gaat over wie de organisator was. Vaak gaat men ervan uit dat het mensen uit Obbicht waren die het eerste LKZH organiseerden, omdat daar het eerste kampioenschap gehouden werd. Dit is niet correct.
Het kampioenschap is in ontstaan in 1983 in Limburg te Obbicht. In die jaren werd er jaarlijks een plaatselijke wielerronde gehouden, die in 1983 de status kreeg van Limburgs Kampioenschap. Dat wielerkampioenschap werd georganiseerd in samenwerking met wielerclub "De Ster" uit Geleen. In het weekend van dit wielerfestijn stond er in Obbicht een feesttent waarin op de zaterdagavond geen activiteiten plaatsvonden. Daarom werd de voormalige "Kapel Valsj Alarm" uit Born benaderd door een bestuurslid van "De Ster", om op die zaterdagavond een kapellentreffen te organiseren in die tent onder de naam Limburgs Kampioenschap. De "Kapel Valsj Alarm" heeft daarna nog enkele malen meegedaan, maar zelf nooit het LKZH gewonnen.
De eerste winnaar van het LKZH was de kapel 'de Roepoepers' uit Grevenbicht. Door de vele positieve reacties kreeg het evenement jaarlijks een vervolg. Hierdoor is het LKZH uitgegroeid tot wat het 'Oud Limburgs Schuttersfeest' (OLS) is voor schutterijen en het 'Limburgs Vastelaovesleedjes Konkoer' (LVK) voor tekstschrijvers, componisten, en zangers en zangeressen van Limburgse vastelaovesschlagers.
Het grootste verschil met zowel het OLS alswel het LVK is echter dat het LKZH geen overkoepelend orgaan kent, dat jaarlijks de organiserende vereniging steunt bij het opzetten van dit grote evenement. De gehele organisatie ligt namelijk bij de organiserende vereniging: de huidig Limburgs Kampioen Zaate Hermeniekes.
In de afgelopen 39 jaar dat het LKZH plaatsvindt, is het Limburgs Kampioenschap uitgegroeid tot een compleet feestweekend. Grote bands en artiesten zijn tegenwoordig normaal, maar toch kijkt men uit naar de zaterdagavond die traditioneel in het teken staat van het Limburgs Kampioenschap Zaate Hermeniekes.
Elke deelnemende kapel krijgt exact 11 minuten [Sinds de editie van 2011 in Beesel] de tijd om hun kunsten te laten horen. Als de klok op '0' staat zet een DJ keihard een 'tune' in die de muziek van de kapel overtreft. De winnende vereniging mag zich één jaar lang Limburgs Kampioen Zaate Hermeniekes noemen en heeft de eer in het daaropvolgende jaar de LKZH-kampioensstrijd te organiseren. Daarnaast is het inmiddels traditioneel dat de Limburgse kampioen een optreden geeft op "De Ellefde van de Ellefde" (Opening carnavalsseizoen 11/11) in Maastricht dat live wordt uitgezonden op L1. De winnende vereniging wordt ook gehuldigd met alle Limburgse carnavalswinnaars tijdens het Knoevelemint in het provinciehuis in Maastricht.
In 2010 was het voor eerst dat een debuterende groep 'De Drakekapel' uit Beesel naar huis ging met de 1e prijs. In 2020 en 2021 kon de winnende vereniging Volle gaas uit 2019 geen LKZH organiseren als gevolg van beperkingen in de evenementensector veroorzaakt door de COVID-19 pandemie.

## Overzicht winnaars
| Jaar | Winnaar                     | Plaats           |
| ---- | --------------------------- | ---------------- |
| 1983 | De Roepoepers               | Grevenbicht      |
| 1984 | Óm van te Bäöke             | Koningsbosch     |
| 1985 | Óm van te Bäöke             | Koningsbosch     |
| 1986 | De Roepoepers               | Grevenbicht      |
| 1987 | 't Prösterke                | Melick           |
| 1988 | Vief veur Twellef           | Herkenbosch      |
| 1989 | Zönger Besèj                | Berg aan de Maas |
| 1990 | Óm van te Bäöke             | Koningsbosch     |
| 1991 | Kepèl in 't Zandj           | Holtum           |
| 1992 | Braaf Lestig                | Susteren         |
| 1993 | De Laatbleujers             | Echt             |
| 1994 | Geine Aom                   | Sint Odiliënberg |
| 1995 | Urbi et Orbi                | Posterholt       |
| 1996 | Roeat waas auch leuk Gewaes | Horn             |
| 1997 | Bemeler Zoepnaze            | Bemelen          |
| 1998 | Katerjach                   | Maastricht       |
| 1999 | Kloar Taal                  | Melderslo        |
| 2000 | Geine Aom                   | Sint Odiliënberg |
| 2001 | Ut Verdreet van Postert     | Posterholt       |
| 2002 | De Roepoepers               | Grevenbicht      |
| 2003 | Kepotmaekerie               | Swalmen          |
| 2004 | 't Trumke en 't Tröötje     | Sittard          |
| 2005 | Zonger Drank Geine Klank    | Maasbracht-Beek  |
| 2006 | Repke Tepke                 | Pey-Echt         |
| 2007 | Jonk Geweldj                | Heythuysen       |
| 2008 | Gans Om                     | Horn             |
| 2009 | Jonk Vleisj                 | Dieteren         |
| 2010 | De Drakekapel               | Beesel           |
| 2011 | Jonge Klaore                | Nieuwstadt       |
| 2012 | De Sjpeknekke               | Boukoul          |
| 2013 | Neuge Pils en Eine Sjoes    | Einighausen      |
| 2014 | Jonk Vleisj                 | Dieteren         |
| 2015 | Jonk Geweldj                | Heythuysen       |
| 2016 | Nuchter Vertroch            | Grevenbicht      |
| 2017 | Kiek Mer                    | Swalmen          |
| 2018 | Mörge Geit Baeter           | Born             |
| 2019 | Volle Gaas                  | Eckelrade        |
| 2020 | geen LKZH                   | -                |
| 2021 | geen LKZH                   | -                |
| 2022 | Regiment Rouge              | Eijsden          |
| 2023 | Neet te Blaoze              | Obbicht          |
| 2024 | De Koëlemoëters             | Maasbree         |
| 2025 |                             |                  |